# Cova da Piedade
Cova da Piedade é uma localidade portuguesa do Município de Almada que foi sede da extinta Freguesia de Cova da Piedade, freguesia que tinha 1,42 km² de área e 19 904 habitantes (2011), e, por isso, uma densidade populacional de 14 106,9 hab/km², uma das maiores densidades populacionais do país. Era parte integrante da cidade de Almada.
A Freguesia de Cova da Piedade foi criada em 7 de fevereiro de 1928 e foi extinta em 2013, no âmbito de uma reforma administrativa nacional, tendo sido agregada às freguesias de Almada, Pragal e Cacilhas, para formar uma nova freguesia denominada União das Freguesias de Almada, Cova da Piedade, Pragal e Cacilhas com sede em Almada.
Faz fronteira a Norte com Almada, também a Norte e a Oeste com o Pragal; a Sul com o Laranjeiro e o Feijó, a Este com o rio Tejo, e a Nordeste com Cacilhas.
Até 1985 a freguesia da Cova da Piedade compreendia as freguesias do Laranjeiro e do Feijó.

## População
| População da freguesia de Cova da Piedade | População da freguesia de Cova da Piedade | População da freguesia de Cova da Piedade | População da freguesia de Cova da Piedade | População da freguesia de Cova da Piedade | População da freguesia de Cova da Piedade | População da freguesia de Cova da Piedade | População da freguesia de Cova da Piedade | População da freguesia de Cova da Piedade | População da freguesia de Cova da Piedade | População da freguesia de Cova da Piedade | População da freguesia de Cova da Piedade | População da freguesia de Cova da Piedade | População da freguesia de Cova da Piedade | População da freguesia de Cova da Piedade |
| ----------------------------------------- | ----------------------------------------- | ----------------------------------------- | ----------------------------------------- | ----------------------------------------- | ----------------------------------------- | ----------------------------------------- | ----------------------------------------- | ----------------------------------------- | ----------------------------------------- | ----------------------------------------- | ----------------------------------------- | ----------------------------------------- | ----------------------------------------- | ----------------------------------------- |
| 1864                                      | 1878                                      | 1890                                      | 1900                                      | 1911                                      | 1920                                      | 1930                                      | 1940                                      | 1950                                      | 1960                                      | 1970                                      | 1981                                      | 1991                                      | 2001                                      | 2011                                      |
|                                           |                                           |                                           |                                           |                                           |                                           | 5 071                                     | 7 722                                     | 11 467                                    | 23 585                                    | 41 916                                    | 64 953                                    | 24 906                                    | 21 154                                    | 19 904                                    |

Criada pelo decreto-lei nº 15.004, de 07/02/1928, com lugares da freguesia  de Almada. Com lugares desta freguesia foi criada a freguesia do Laranjeiro (Lei n.º 126/85, de 4 de Outubro)
| Distribuição da População por Grupos Etários | Distribuição da População por Grupos Etários | Distribuição da População por Grupos Etários | Distribuição da População por Grupos Etários | Distribuição da População por Grupos Etários | Distribuição da População por Grupos Etários | Distribuição da População por Grupos Etários | Distribuição da População por Grupos Etários | Distribuição da População por Grupos Etários | Distribuição da População por Grupos Etários |
| -------------------------------------------- | -------------------------------------------- | -------------------------------------------- | -------------------------------------------- | -------------------------------------------- | -------------------------------------------- | -------------------------------------------- | -------------------------------------------- | -------------------------------------------- | -------------------------------------------- |
| Ano                                          | 0-14 Anos                                    | 15-24 Anos                                   | 25-64 Anos                                   | > 65 Anos                                    |                                              | 0-14 Anos                                    | 15-24 Anos                                   | 25-64 Anos                                   | > 65 Anos                                    |
| 2001                                         | 2 188                                        | 2 655                                        | 11 887                                       | 4 424                                        |                                              | 10,3%                                        | 12,6%                                        | 56,2%                                        | 20,9%                                        |
| 2011                                         | 2 329                                        | 1 668                                        | 10 480                                       | 5 427                                        |                                              | 11,7%                                        | 8,4%                                         | 52,7%                                        | 27,3%                                        |

Média do País no censo de 2001:  0/14 Anos-16,0%; 15/24 Anos-14,3%; 25/64 Anos-53,4%; 65 e mais Anos-16,4%
Média do País no censo de 2011:   0/14 Anos-14,9%; 15/24 Anos-10,9%; 25/64 Anos-55,2%; 65 e mais Anos-19,0%

## História
Encontramos referências ao lugar desde a Idade Média, onde a desaparecida igreja de São Simão era local de culto e veneração. Nesta região de quintas e beira-rio, a população dividia-se entre a agricultura, pequenas unidades piscatórias, algumas actividades artesanais como tanoeiros, sapateiros, carpinteiros navais, oleiros e outros. Era ainda terra de almocreves que ajudavam na descarga e transporte de mercadorias e produtos hortícolas de e para Cacilhas, beneficiando da proximidade da grande cidade de Lisboa.
A reconstrução da igreja em honra de Nossa Senhora da Piedade, em 1762, terá dinamizado o crescimento do aglomerado urbano, então denominado Cova, pela situação morfológica de vale, e da Piedade, pela devoção mariana que os habitantes escolheram. Este edifício ainda hoje notável pelos belíssimos painéis de azulejos pombalinos e pela escultura magnífica da Pietà, foi ampliado na década de 1960, mantendo, todavia, a sua traça arquitectónica e decorativa.
A partir de 1880, a chegada do comboio ao Barreiro (atual Linha do Alentejo) facilita o transporte de matérias-primas, promovendo o processo de industrialização da zona ribeirinha, onde se instalaram fábricas de transformação de cortiça, estaleiros de construção naval, um forno de cal, e mais tanoarias.
Por essa época encontramos no lugar da Romeira uma verdadeira “indústria” de lavagem de roupas. Lisboa foi sempre uma cidade sem água e se o aqueduto trouxe à capital meia dúzia de chafarizes não resolveu o problema da lavagem das roupas que se efectuava na ribeira de Caneças ou na Cova da Piedade. Tratava-se de uma actividade completamente organizada, com divisão de tarefas bem definidas. Havia homens que recolhiam, em Lisboa, na casa das freguesas certas, a roupa previamente marcada e atada em grossas trouxas de lençóis. E a transportavam até à Romeira onde as mulheres lavavam, enxaguavam e estendiam as peças que seriam de novo dobradas e levadas de volta até às suas proprietárias.
Mas a proximidade do Tejo traz outras possibilidades, como as da construção naval. A descoberta da utilização motriz do vapor e da electricidade alteraram significativamente a indústria naval e a concepção dos navios. Foi, então, profunda a transformação em virtude do aparecimento dos navios de aço e da propulsão a vapor, em detrimento dos navios de madeira e à vela. Em 1928 outorgou-se o contrato para a construção do Arsenal do Alfeite, ao abrigo do regime das reparações de guerra alemãs, tendo as obras de construção sido concluídas em Dezembro de 1937. No ano seguinte entrou em laboração total, passando a ser considerado um dos maiores e melhor apetrechados estabelecimentos do género.
Até aos anos 1930-1940, a Cova da Piedade apresentou uma feição industrial plena, se bem que a crise da indústria corticeira e a dureza do regime tenham acentuado as clivagens político-sociais.
Em 1967, com a instalação dos estaleiros da Lisnave, na Margueira, aumentou muito a oferta de trabalho e a população da freguesia aumentou e prosperou, acentuando a importância da construção naval na freguesia.
A 7 de fevereiro de 1928, a Cova da Piedade adquire autonomia administrativa com a elevação à categoria de freguesia. Passa a fazer fronteira a Norte e a Oeste com o Pragal; a Nordeste, com de Cacilhas; a Este, com o rio Tejo e a Sul, com Laranjeiro e Feijó, retiradas posteriormente ao território da Cova da Piedade.
Devido à sua proximidade com o rio Tejo, a caldeirada à Moda da Costa e o choco frito, são alguns dos pratos que fazem parte da rica gastronomia da localidade.
Devota de Nossa Senhora da Piedade, as festas e romarias celebram-se em Setembro, em honra da santa padroeira, e a 24 de Junho, comemoram-se as Festas de São João da Ramalha.
A localidade tem quatro escolas do Ensino Básico de primeiro ciclo, frequentadas por 900 crianças, um jardim-de-infância de ensino Público e três IPSS, onde mais de 400 crianças frequentam o ensino Pré-escolar. A Junta de Freguesia realiza, pelo Natal, no Dia da Criança, nas festas de Nª Sra. da Piedade e no Aniversário da Freguesia diversos espectáculos, animações desportivas e lúdico-culturais, com a oferta de livros, jogos, brinquedos, T-shirts, balões, etc, no intuito de colaborar com pais e professores em todo o processo educativo.
Existem ainda duas outras escolas: a Comandante Conceição e Silva (de 2º e 3º ciclos) e a Esc. Secundária de Emídio Navarro.
Em relação aos idosos tem sido implementado todo um programa de actividades desportivas e sociais integrados no “Alma Sénior” (natação, hidro-ginástica, desporto), espectáculos musicais e saídas de interesse cultural.
A pressão demográfica intensificou-se a partir de 1966, com a construção da ponte sobre o Tejo, acentuando-se a predominância dos sectores secundário e terciário na economia.
O número de colectividades é de 23, envolvendo mais de 50 000 cidadãos nas suas actividades, existindo ainda três instituições de solidariedade social beneficiando aproximadamente 5000 utentes.

## Arruamentos
A freguesia da Cova da Piedade continha 163 arruamentos. São eles:
- Avenida 23 de julho[4]
- Avenida Aliança Povo-MFA[5]
- Avenida António José Gomes
- Avenida Bento Gonçalves[6]
- Avenida da Fundação
- Avenida Henrique Barbeitos[4]
- Avenida Professor Egas Moniz
- Avenida Rainha Dona Leonor[7]
- Calçada Alfredo Torres
- Calçada General Humberto Delgado
- Calçada Inácio Garcês Pereira
- Calçada Plácido da Silveira
- Estrada do Brejo
- Largo 1º de Maio
- Largo 5 de Outubro
- Largo da Romeira
- Largo Filito Elísio
- Largo José da Silva Chaves
- Largo Soeiro Pereira Gomes
- Pátio das Meloas
- Praça Camilo Castelo Branco[7]
- Praça de Ceuta
- Praça Hélio Quartin
- Praça João Raimundo
- Praça Professor Egas Moniz[7]
- Praceta António Sérgio
- Praceta Augusto Casimiro
- Praceta Bento Gonçalves
- Praceta Capitães de Abril
- Praceta da Infância
- Praceta das Barrocas
- Praceta de Alvalade
- Praceta de Angola
- Praceta de Ceilão
- Praceta de Cochim
- Praceta de São Simão
- Praceta Felizardo Artur
- Praceta Gomercindo de Carvalho
- Praceta Henrique Caetano de Sousa
- Praceta Infante Dom Pedro
- Praceta Luísa Sigeia
- Praceta Minerva
- Rua Alexandre Herculano
- Rua Álvaro Guerra
- Rua Álvaro Vaz de Almada
- Rua Alves Redol
- Rua Amélia da Conceição de Almeida
- Rua António Henriques
- Rua António Sérgio
- Rua Augusto Gil
- Rua Base Naval de Lisboa
- Rua Catarina Eufémia
- Rua Cidade de Ostrava[8]
- Rua Clube de Campismo do Concelho de Almada
- Rua Clube Desportivo da Cova da Piedade
- Rua Comandante Eugénio Conceição e Silva
- Rua Comandante Oliveira e Carmo
- Rua Conceição Sameiro Antunes
- Rua Conde de Sandomil
- Rua da Cooperativa Piendense
- Rua da Escola Primária
- Rua da Ilha de Santa Helena
- Rua da Ilha de São Lourenço
- Rua da Ilha Formosa
- Rua da Liberdade[7]
- Rua Daniel Filipe
- Rua das Ilhas Maldivas
- Rua das Meloas
- Rua das Salgadeiras
- Rua das Terras das Cortes Reais[7]
- Rua de Alcácer Ceguer
- Rua de Alvalade
- Rua de Angola
- Rua de Arzila
- Rua de Azamor
- Rua de Bombaim
- Rua de Mazagão
- Rua de Moçambique
- Rua de Ormuz
- Rua de Quiloa
- Rua de Safim
- Rua de São Jorge da Mina
- Rua de Tânger
- Rua de Vera Cruz
- Rua do Altinho
- Rua do Armeiro-Mor
- Rua do Cabo da Boa Esperança
- Rua do Clube Recreativo da Ramalha[8]
- Rua do Mercado
- Rua do Regil
- Rua do Rio da Prata
- Rua do Rio do Infante
- Rua Dom Diniz
- Rua Dom João III
- Rua Dom José de Alarcão[8]
- Rua Dom Pedro de Almeida Portugal
- Rua dos Bombeiros Voluntários
- Rua dos Caranguejais
- Rua Doutor Alberto Araújo
- Rua Doutor António José de Almeida
- Rua Eduardo Tavares
- Rua Fernando Pessoa
- Rua Ferreira de Castro[4]
- Rua Francisco Ferrer
- Rua Francisco Vieira de Almeida
- Rua Gaspar Correia
- Rua General Humberto Delgado
- Rua Ilha de São Tomé
- Rua Ilha do Príncipe
- Rua Infante Dom Pedro
- Rua Jerónimo Osório
- Rua João de Deus
- Rua João Schwalbach
- Rua José Alves d’Almeida
- Rua José da Silva Mendes
- Rua José Ferreira Jorge
- Rua José Gomes Alvarenga
- Rua José Justino Lopes[8]
- Rua José Malheiro
- Rua José Martins Vieira
- Rua Luís António Verney
- Rua Luís Teotónio Pereira
- Rua Luísa Sigeia
- Rua Major Castelino Pais
- Rua Manuel Calvário
- Rua Manuel Febrero
- Rua Manuel José Gomes
- Rua Maria da Encarnação Jorge
- Rua Maria Lamas[4]
- Rua Mário Sacramento
- Rua Mousinho de Albuquerque
- Rua Padre Manuel Bernardes
- Rua Pedro Matos Filipe
- Rua Pedro Nunes
- Rua Polónio Febrero Júnior
- Rua Praia da Mutela
- Rua Públia Hortênsia de Castro
- Rua Quinta da Ramalha
- Rua Rainha Santa Isabel
- Rua Ramiro Ferrão[7]
- Rua Romão José Soares
- Rua Rosas do Pombal
- Rua Rui de Pina
- Rua Salgueiro Maia Capitão de Abril
- Rua Sete Chaves
- Rua Tenente Valadim
- Rua União Piedense[4]
- Rua Victório Zagalo Preto
- Rua Visconde Seabra
- Travessa António Sérgio
- Travessa da Praia
- Travessa da Ramalhinha[7]
- Travessa das Meloas
- Travessa de Angola
- Travessa do Brejo
- Travessa Dom Dinis
- Travessa José Alves d’Almeida
- Travessa Luís Teotónio Pereira
- Travessa Neves da Costa
- Travessa Quinta de Alvalade
- Travessa Tenente Valadim
- Vila Guilhermina
- Vila Maria da Conceição

## Resultados eleitorais

### Eleições autárquicas (Junta de Freguesia)
| Partidos     | %    | M    | %    | M    | %    | M    | %    | M    | %    | M    | %    | M    | %    | M    | %    | M    | %    | M    | %    | M    |
| Partidos     | 1976 | 1976 | 1979 | 1979 | 1982 | 1982 | 1985 | 1985 | 1989 | 1989 | 1993 | 1993 | 1997 | 1997 | 2001 | 2001 | 2005 | 2005 | 2009 | 2009 |
| ------------ | ---- | ---- | ---- | ---- | ---- | ---- | ---- | ---- | ---- | ---- | ---- | ---- | ---- | ---- | ---- | ---- | ---- | ---- | ---- | ---- |
| FEPU/APU/CDU | 45,2 | 10   | 50,3 | 16   | 50,8 | 17   | 50,1 | 12   | 41,6 | 8    | 47,2 | 10   | 47,0 | 10   | 45,9 | 10   | 44,7 | 9    | 43,1 | 7    |
| PS           | 33,4 | 7    | 22,3 | 7    | 27,3 | 9    | 31,8 | 8    | 34,2 | 7    | 30,5 | 6    | 32,6 | 7    | 27,5 | 6    | 23,8 | 5    | 24,4 | 3    |
| GDUPs        | 8,1  | 1    |      |      |      |      |      |      |      |      |      |      |      |      |      |      |      |      |      |      |
| PPD/PSD      | 6,0  | 1    |      |      |      |      |      |      | 20,1 | 4    | 16,2 | 3    | 12,6 | 2    | 17,5 | 3    | 16,6 | 3    | 17,5 | 2    |
| AD           |      |      | 22,0 | 7    | 17,3 | 5    |      |      |      |      |      |      |      |      |      |      |      |      |      |      |
| UDP          |      |      | 4,1  | 1    | 2,0  | -    | 1,3  | -    | 1,3  | -    |      |      | 2,0  | -    |      |      |      |      |      |      |
| PRD          |      |      |      |      |      |      | 14,0 | 3    |      |      |      |      |      |      |      |      |      |      |      |      |
| B.E.         |      |      |      |      |      |      |      |      |      |      |      |      |      |      | 4,5  | -    | 9,3  | 2    | 11,3 | 1    |

## Património

### Capela de Santo Antão
Situada na Ramalha, foi construída no século XV. Lugar de culto religioso, cujas origens remontam a uma festa profana, celebrada pelos primitivos habitantes da localidade para assinalarem a época das colheita das primeiras frutas de Verão, este oratório consagrado a Santo Antão, no qual se reúnem seis séculos de história da cidade, constitui-se um dos templos mais emblemáticos não apenas dos habitantes locais mas de todo o município.

### Coreto do Jardim Público
A principal praça de visitas da localidade era uma zona insalubre nas imediações de um esteiro do rio Tejo, o esteiro da Mutela. Esta área foi conquistada às águas por assoreamento e secagem, tornando-se um terreiro, onde, no século XVIII se realizavam touradas. Mais tarde, os moradores locais empenharam-se em arranjar o Largo, conforme se pode ler numa das placas comemorativas afixadas no coreto do Jardim. O Coreto do Jardim Público, data do século XIX, tendo sido construído em homenagem à vitória das forças liberais sobre os absolutistas na batalha travada na Cova da Piedade em 23 de Julho de 1833.

### Fábrica de Moagem do Caramujo
Datada de 1872, é um exemplo pioneiro na utilização do betão armado em Portugal.

### Fonte Medieval do Pombal
Situado junto ao URPICA e à escola Anselmo de Andrade, data do século XIV.

### Igreja de N.ª Sr.ª da Piedade
Reconstruída e ampliada logo após o terramoto de 1755, possui um altar-mor de talha dourada do final de seiscentos e uma bela escultura seiscentista representando a padroeira da confraria de Nª. Srª. da Piedade, confirmada em 1616. Dignos de relevância são ainda os painéis de azulejo do século XVII que recobrem a parte inferior da nave, representando alguns trechos biblíticos.

### Noradeferro
Situada nos terrenos da Escola Básica 2.3 Comandante Conceição e Silva, na Estrada das Barrocas. A Nora em Ferro foi encomendada por António José Gomes e montada na Quinta situada nas traseiras do palácio, pela firma Arcelos e Filhos com o fim de abastecer de água a propriedade. Esta peça, classificada com valor concelhio pelo Instituto Português do Património Cultural, devido à originalidade do desenho, atribuído a Eiffel (Séc. XIX) razão pela qual é considerada património municipal, constitui um exemplo da progalidade e elegância com que a tecnologia do ferro é introduzida na arquitectura. Trata-se de uma das duas noras que abasteciam de água a Quinta de António José Gomes. Actualmente, a nora está dentro do perímetro da Escola E.B.2/3 Comandante Conceição e Silva, podendo ser observada do exterior.

### Palacete António José Gomes(jardim e cocheira)
Mandado construir pelo próprio, nos finais do século XIX para sua residência, esta casa senhorial concebida segundo os padrões arquitectónicos que definem o estilo neoclássico apresenta uma fachada simétrica com um corpo central e dois laterais separados por “pilastras”.

### Museu da Cidade de Almada
Inaugurado em 2003, o Museu da Cidade é um equipamento da Câmara Municipal de Almada vocacionado para a interpretação da cidade, a partir das suas memórias e da sua actualidade. Organiza-se em torno da investigação, constituição e conservação de colecções, exposição, difusão e acção socioeducativa.
A instalação do museu na antiga Quinta dos Frades, numa clara alusão à permanência dos membros da Ordem de S.Domingos, que dela se ocuparam entre 1379 e 1835 na sequência da decisão real de retirada dos bens ao seu anterior proprietário, Pedro Afonso “Mealha”, oficial da administração régia e membro da vedoria da fazenda; implicou a recuperação e ampliação do edifício, através de projecto de arquitectura do gabinete Vitor Mestre/Sofia Aleixo.

## Piedenses Famosos
- Luís Figo
- António Penedo
- Filipa Antunes
- Arnaldo Luís Isaías Abrantes
- Ana Micaela Moreira Figueiredo

## Colectividades
- Clube Recreativo Piedense
- Ginásio Clube do Sul
- Sociedade Filarmónica União Piedense (UFUAP)
- União Futebol Clube "Os Pastilhas"
- União de Reformados, Pensionistas e Idosos do Conselho de Almada (URPICA)
- Clube Desportivo Cova da Piedade
- Clube Recreativo Barroquense
- Clube Recreativo União Romeirense
- Clube Desportivo e Recreativo da Ramalha